# Leonid Kinskey

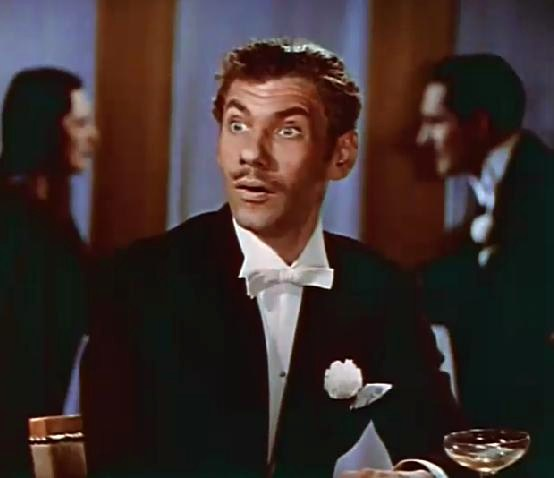
Leonid Kinskey i filmen En natt i Rio (1941).

Leonid Kinskey, född 18 april 1903 i Sankt Petersburg i dåvarande Kejsardömet Ryssland, död 8 september 1998 i Fountain Hills i Arizona, var en ryskfödd amerikansk skådespelare. Han är förmodligen mest känd för den mindre rollen som bartendern Sascha i filmen Casablanca (1942).

## Biografi
Leonid Kinskey kom till USA på 1920-talet och kom under 1930-talet och 1940-talet att agera i ett stort antal filmer. Med sitt östeuropeiska utseende fick han ofta spela exotiska roller. Mot slutet av karriären medverkade han endast i TV-produktioner där han gjorde sin sista insats 1971.

## Filmografi, i urval
- 1931 – Tjuvar i paradiset
- 1933 – Fyra fula fiskar
- 1935 – Polisprefekten
- 1937 – Café Metropole
- 1939 – Två ska man vara
- 1941 – Jag stannar över natten
- 1942 – Casablanca
- 1955 – Mannen med den gyllene armen